# Pont des Ânes
A Pont des Ânes ou Pont de la Bogne é uma ponte de pedra localizada nas comunas de Les Cabannes e Vindrac-Alayrac, no departamento de Tarn, região da Occitânia, França. Ela atravessa o rio Cérou.

## História
A Pont des Ânes é uma ponte em arco duplo, construída no século XIV para garantir o tráfego de burros e condutores de mulas que necessitavam do antigo moinho de Bogne, para a atividade de moagem. A ponte foi classificada como um monumento histórico francês em 19 de julho de 2006.